# Der Psalmenstreit
Der Psalmenstreit (niederländisch Het psalmenoproer), ins Deutsche übersetzt von Gregor Seferens, ist ein 2006 erschienener Roman des niederländischen Schriftstellers Maarten ’t Hart. Im Mittelpunkt der Romanhandlung steht das Leben des Reeders Roemer Stroombreker aus Maassluis zwischen 1739 und 1811.

## Inhalt
Die Handlung beginnt im Jahr 1739. Der junge Roemer, Sohn eines Reeders, und sein armer Freund Thade sinnieren über diverse Aussagen der hebräischen Bibel, z. B. über das Paradies oder die Arche Noah, und geraten damit in Konflikt mit dem den Konfirmandenunterricht leitenden Presbyter Schlump, der Thade mit seinem Rohrstock zu schlagen pflegt, nicht aber den Reeders-Sohn. Roemer fängt einen Schlag auf seinen Freund ab, was Schlump veranlasst, den Fall vor das Presbyterium zu bringen.
Die wohlhabenden Eltern suchen eine gute Partie für den jungen Roemer, um das Familienvermögen zu vermehren. Man drängt ihn zur Hochzeit mit der Reederstochter Diderica Croockewerff, einer großen und wenig attraktiven Frau, die aber zwei Schiffe mit in die Ehe bringt. Mit vier Schiffen, zwei Büsen und zwei Hukern, wird Roemer zum erfolgreichen Reeder.
Als die beiden zum ersten Mal im Bett liegen, wird Roemer von einem scharfen Fischgeruch aus Didericas Schamgegend abgestoßen. Roemer zieht aus dem gemeinsamen Schlafzimmer aus und bald vermutet man in der Stadt, er sei impotent. Das ist jedoch nicht der Fall. Mit der attraktiven Netzflickerin Anna Kortweyl, der Frau eines seiner Schiffer, kommt es zum spontanen Geschlechtsverkehr unter freiem Himmel. Anna ist arm und leidet unter der Einsamkeit, während ihr Mann auf See ist. Sie wird schwanger und gibt das Kind, das sie Gilles nennt, als Sohn von sich und ihrem Mann aus. Roemer unterstützt sie mit Geld und sieht in Gilles seinen Sohn.
Die Jahre vergehen und Roemer drücken wirtschaftliche Sorgen. Mit der Heringsfischerei steht es schlecht. Gilles, inzwischen herangewachsen, ist voller Hass gegen die reichen Bürger und rebelliert mit anderen jungen Männern gegen die calvinistische Gesellschaft. Der Streit entzündet sich an der Frage, wie die Psalmen im Gottesdienst der reformierten Gemeinde gesungen werden sollen. Während das wohlhabende Bürgertum die neue „kurze Singweise“ einführen möchte, will das einfache Volk bei der althergebrachten „langen“ Singweise von Petrus Dathenus bleiben.
Gilles wird zu einem der Anführer des Aufstands. Es kommt zu Übergriffen auf die Häuser der Bürger, die schließlich den Vogt von Delft um Hilfe bitten. Dieser lässt den Aufstand mit Gewalt niederschlagen und setzt die Anführer gefangen. Gilles wird zu zwölf Jahren Verbannung verurteilt.
Roemer erkennt, dass seine besten Jahre vorbei sind. Diderica stirbt. Anna trennt sich von ihrem Mann und kommt als Dienstmädchen in Roemers Haus. Schon bald nimmt Roemer mit Anna eine intime Beziehung auf und hofft, dass Gilles nach der Rückkehr aus der Verbannung sein Nachfolger in der Reederei werden kann. Roemer wird zum Bürgermeister gewählt und ist einer der angesehensten Männer in Maassluis. Niemand ahnt etwas von seiner Beziehung zu Anna.
Während Roemer sein Leben mit Anna genießt, brechen in Maassluis erneut Unruhen aus, diesmal zwischen den Patrioten und den Prinzgesinnten, wie die Anhänger des Statthalters, Prinz Wilhelm V. von Oranien, genannt werden. Gilles kehrt vor Ablauf seiner Verbannungsfrist zurück und wird verhaftet. Als Roemer Gilles befreien will, wird er von Gilles, der vermutet, dass Roemer ein Verhältnis mit seiner Mutter hat, niedergeschlagen. Gilles kann entkommen und auf Roemer fällt kein Verdacht. Weitere Jahre vergehen, Roemer und Anna heiraten, nachdem ihr Mann vor Island umgekommen ist.
1811 reist Roemer, inzwischen 81 Jahre alt, mit einer Delegation von Maassluis nach Amsterdam. Die Niederlande gehören zum französischen Kaiserreich und befinden sich im Krieg mit England. Die Vertreter von Maassluis wollen Kaiser Napoleon treffen und hoffen auf seine Unterstützung für die Heringsfischerei.
Auf der Fahrt zur Residenz von Napoleon erkennt Roemer in dem Kutscher Gilles, der ihn auch erkennt. Auf der Rückfahrt mit einem anderen Kutscher bricht Roemer in der Kutsche zusammen. Es bleibt offen, ob er nur einen Schwächeanfall hat oder gestorben ist.

## Hintergrund
Der Psalmenstreit ist ein historischer Roman, der die Liebe des Autors zu Romanen des 18. und 19. Jahrhunderts widerspiegelt. Ähnlich wie andere Werke des studierten Biologen Maarten ’t Hart enthält auch „der Psalmenstreit“ autobiographische Elemente. So spielt die Handlung wie auch schon in Das Wüten der ganzen Welt und Die Netzflickerin in ’t Harts Heimatstadt Maassluis, die Hauptperson liebt Musik wie ’t Hart selbst und trifft auf einer Reise sogar Mozart. Auch ’t Harts eigene religiöse Prägung durch den Calvinismus spiegelt sich in der Hauptperson des Roemer Stroombreker wider, der wie der Atheist ’t Hart der Religion distanziert gegenübersteht.
Die Handlung des Romans geht auf einen tatsächlichen Streit im Jahr 1773 zurück, als die sogenannte „neue Bereimung der Psalmen“ die bis dato in den reformierten Gemeinden in den Niederlanden übliche Singweise der Psalmen nach Petrus Dathenus ablösen sollte. Die Auseinandersetzungen um den Psalmengesang sind aber nur der Auslöser für die sozialen Spannungen jener Zeit. Die Heringsfischerei bot nicht mehr genügend Arbeitsplätze, das Leben hatte sich enorm verteuert und die Fischer lebten in Armut. In dieser Situation entlädt sich die Wut des aufgeheizten Pöbels gegen die reichen Bürger und ihren Besitz.

## Buchausgaben
niederländisch:
- Maarten ’t Hart: Het Psalmenoproer. Uitgeverij De Arbeiderspers, Amsterdam 2006, ISBN 978-90-295-6408-3.

deutsch:
- Maarten ’t Hart: Der Psalmenstreit. Dt. von Gregor Seferens. Piper, München/Zürich 2007, gebunden, ISBN 978-3-492-04953-5.
- Maarten ’t Hart: Der Psalmenstreit. Dt. von Gregor Seferens. Piper Taschenbuch, München/Zürich 2008, ISBN 978-3-492-25288-1.

Hörbuch:
- Maarten ’t Hart: Der Psalmenstreit. Hörbuch. Gekürzte Lesung mit Max Volkert Martens. Boxset m. 6 CDs, Rundfunk Berlin-Brandenburg/Der Hörverlag 2007. (Länge 7:22 Std.; auch als MP3-Download erhältlich), ISBN 978-3-8445-0358-6.